# پولانه (استان پودکارپاتسکیه)
پولانه (به لهستانی:  Polany) یک روستا در لهستان است که در گمینا کرمپنا واقع شده‌است. پولانه ۳۲۰ نفر جمعیت دارد.